# Material en capas

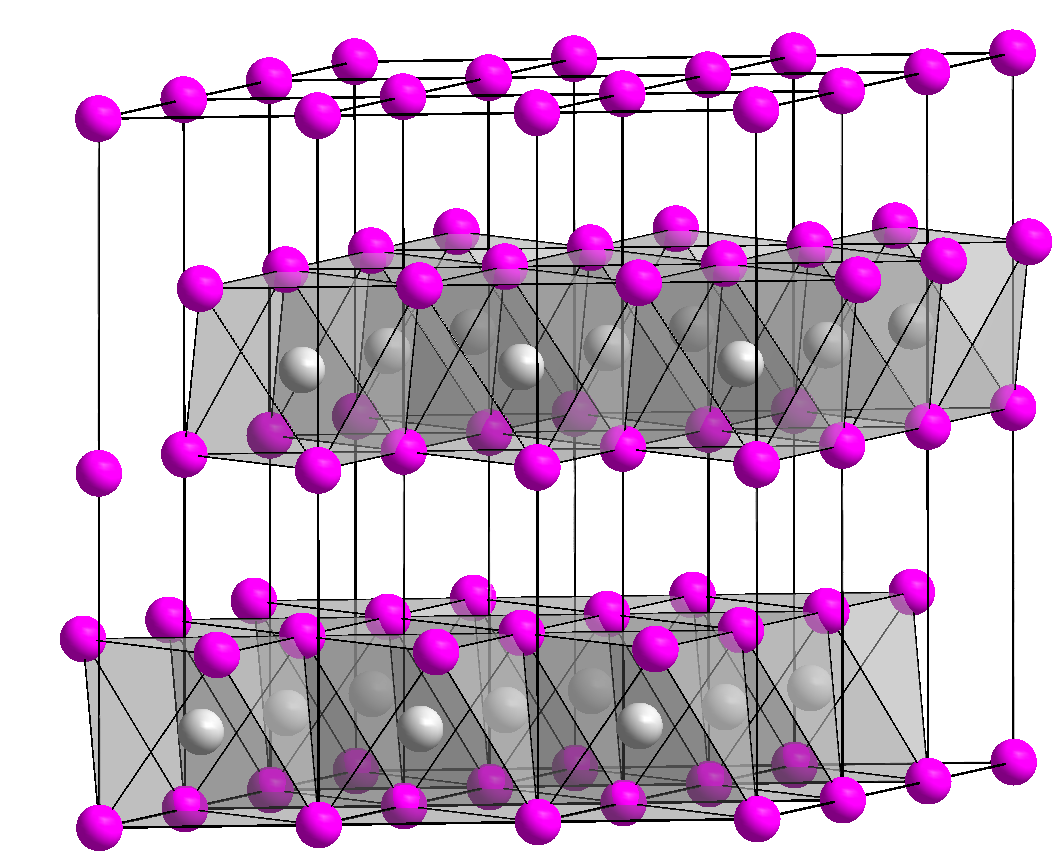
El disulfuro de titanio es un ejemplo de material estratificado. Las láminas individuales están interconectadas por fuerzas de van der Waals entre los centros de sulfuro.

En la ciencia de los materiales, los materiales estratificados son sólidos con enlaces altamente anisótropos, en los que las láminas bidimensionales están internamente fuertemente unidas, pero sólo débilmente unidas a las capas adyacentes.Debido a sus estructuras distintivas, los materiales estratificados son a menudo adecuados para reacciones de intercalación.
Una gran familia de materiales estratificados son los dicalcogenuros metálicos. En estos materiales, el enlace M-calcogenuro es fuerte y covalente. Estos materiales presentan propiedades electrónicas anisótropas, como la conductividad térmica y eléctrica.

## Exfoliación
Dado que las capas se unen entre sí mediante fuerzas de Van der Waals relativamente débiles, algunos materiales estratificados son susceptibles de exfoliación, es decir, la separación completa de las capas del material. La exfoliación puede realizarse mediante métodos de sonicación, mecánicos, hidrotérmicos, electroquímicos, asistidos por láser y por microondas.
Normalmente se requieren condiciones agresivas con disolventes y reactivos muy polares. En el caso ideal, la exfoliación permite obtener materiales de una sola capa, como el grafeno.

## Ejemplos
- dicalcogenuros metálicos como el disulfuro de tántalo,[6] el disulfuro de titanio,[7]y el disulfuro de vanadio.
- grafito
- oxicloruro de hierro
- hidróxidos dobles estratificados, sólidos iónicos en los que los aniones intercalados son intercambiables.[8]